# پاریسر پلاتس

تصویری از میدان پاریسر پلاتس و دروازه براندنبورگ.

پاریسر پلاتس (به آلمانی: Pariser Platz) از مشهورترین میدان‌های شهر برلین، پایتخت کشور آلمان است. این میدان در کنار دروازه براندنبورگ قرار دارد.
سفارت ایالات متحده آمریکا در برلین در میدان پاریسر پلاتس برلین و در کنار دروازه براندنبورگ واقع شده‌است.